# إليزوفيتشي
إليزوفيتشي (السيريلية : Елезовићи) هي قرية في البوسنة والهرسك. وهي تقع في بلدية وفليكا فيليكا التابعة لكانتون يونا-سانا في اتحاد البوسنة والهرسك. طبقا لنتائج التعداد البوسنة عام 2013، فقد كان عدد سكانها 543 نسمة.

## التركيبة السكانية

### التطور التاريخي للسكان
| 1961 | 1971 | 1981 | 1991 | 2013 |
| ---- | ---- | ---- | ---- | ---- |
| 904  | 730  | 543  | 480  | 543  |